# Alpheus websteri
Alpheus websteri är en kräftdjursart som beskrevs av Kingsley 1880. Alpheus websteri ingår i släktet Alpheus och familjen Alpheidae. Inga underarter finns listade i Catalogue of Life.